# Lars-Erik Larsson (esgrimidor)
Lars-Erik Nils Orvar Larsson (Estocolmo, 3 de diciembre de 1944) es un deportista sueco que compitió en esgrima, especialista en la modalidad de espada. Ganó dos medallas de bronce en el Campeonato Mundial de Esgrima en los años 1966 y 1969.

## Palmarés internacional
| Campeonato Mundial | Campeonato Mundial | Campeonato Mundial | Campeonato Mundial |
| Año                | Lugar              | Medalla            | Prueba             |
| ------------------ | ------------------ | ------------------ | ------------------ |
| 1966               | Moscú (URSS)       | Medalla de bronce  | Espada por equipos |
| 1969               | La Habana (Cuba)   | Medalla de bronce  | Espada por equipos |